# Medyil
Medyil (auch: Bokanbit, Bokonbitto-To, Bokpata, auch: Majil, Medjill, Mejiiru-tō) ist eine bewohnte Insel des Ailinglaplap-Atolls in der Ralik-Kette im ozeanischen Staat der Marshallinseln (RMI).

## Geographie
Das Motu liegt im östlichen Riffsaum des Atolls zwischen Jeh im Süden und dem Jeh Channel (Chie-suidō, Jeh Passage), sowie Keiluk im Norden. Das Motu selbst liegt ist ca. 1,5 km lang. Der gleichnamige Ort liegt an der Westseite, zum Innern der Lagune hin.

## Klima
Das Klima ist tropisch heiß, wird jedoch von ständig wehenden Winden gemäßigt. Ebenso wie die anderen Orte der Ailinglaplap-Gruppe wird Medyil gelegentlich von Zyklonen heimgesucht.